# Eimi Yamada
Eimi Yamada,  (山田 詠美?, Yamada Futaba) (Tokyo, 8 febbraio 1959), è una scrittrice e fumettista giapponese.

## Biografia
Nata a Tokyo l'8 febbraio 1959, si iscrive all'Università Meiji senza tuttavia conseguire la laurea. Dopo gli inizi nei primi anni ottanta come autrice manga, esordisce nella narrativa nel 1985 con il romanzo semi-autobiografico Occhi nella notte (Beddo taimu aizu) incentrato sulla relazione tra una giovane donna giapponese e un soldato afro-americano. Autrice prolifica e disinibita, nelle sue opere successive la Yamada conferma la predilezione per i temi forti quali sessualità, razzismo ed emarginazione sociale, espressi con un linguaggio esplicito e immediato che la avvicinano ad altri autori della sua generazione quali Banana Yoshimoto e Haruki Murakami.

## Opere principali

### Romanzi
- Occhi nella notte (Beddo taimu aizu) (1985), Venezia, Marsilio, 1994
- Trash (Torasshu) (1994), Milano, Bompiani, 1995[2]

### Racconti
- Bad Mama Jama (Kanbasu no hitsugi) (1995), Venezia, Marsilio, 1996

### Antologie
- Rosa del giappone di AA.VV. a cura di Giuliana Carli, Roma, E/O, 1995

## Premi e riconoscimenti
- 1985 Premio Bungei per Occhi nella notte (Beddo taimu aizu)
- 1987 Premio Naoki per Soul Music Lovers Only (Sōru Myūjikku Rabāzu Onrī)
- 2000 Premio Yomiuri-bungaku per A2Z
- 2005 Premio Tanizaki per Wonderful Flavor (Fūmizekka)
- 2012 Premio letterario Noma per Gentoruman